# Thomas Tengg
Thomas Tengg (* 11. Juli 1834 in Urlacken (Villach); † 7. Jänner 1911 ebenda) war ein österreichischer Gutsbesitzer und Politiker.

## Leben
Tengg war der Sohn des Landwirts und Besitzer der Sammerhube Georg Tengg (* 19. Dezember 1801; † 17. Februar 1854) und dessen Ehefrau Rosa Anna geb. Binder (* 17. März 1805; † 12. Februar 1879). Er war evangelisch A.B. und heiratete am 19. Februar 1855 Magdalena Feistritzer (* 9. Februar 1834; † 5. Mai 1877). Aus der Ehe gingen fünf Söhne und fünf Töchter hervor. 
Tengg lebte als Landwirt und Grundbesitzer. Er war 1894 Gründer der Freiwilligen Feuerwehr in St. Ulrich. Im Jahr 1854 übernahm er den väterlichen Hof. Er war Kurator der evangelischen Kirchengemeinde in Villach-St. Ruprecht, 1886 Abgeordneter zur Superintendential-Versammlung und Mitglied der fünften evangelischen Generalsynode in Wien am 20. Oktober 1889. 1880 wurde er mit dem Goldenen Verdienstkreuz mit der Krone ausgezeichnet.
Vom 24. September 1878 bis zum 23. Mai 1890 war er Abgeordneter im Kärntner Landtag. Er gehörte dem Klub Deutschliberale an und war von 1884 bis 1890 Mitglied des Finanzausschusses.